# Saleh al-Aruri
Saleh Muhammad Sulejman al-Aruri (arab. ‏صالح محمد سليمان العاروري‎, ur. 19 sierpnia 1966 w Arurze, zm. 2 stycznia 2024 w Ad-Dahii) – palestyński polityk, założyciel Brygad al-Kassam, w latach 2017–2024 zastępca przewodniczącego Biura Politycznego Hamasu.

## Życiorys
Urodził się w 1966 roku w Arurze, niedaleko Ramallah na Zachodnim Brzegu. Ukończył studia na Uniwersytecie Hebrońskim, gdzie uzyskał licencjat z szariatu.
Al-Aruri dołączył do Hamasu w 1987 roku kilka tygodni po jego powstaniu, podczas pierwszej Intifady przeciwko okupacji izraelskiej.
Aresztowany w okolicach roku 1991, odbył wyrok 15 lat więzienia za przywództwo w organizacji terrorystycznej. Ponownie aresztowany w 2007 r. w związku z porwaniem izraelskiego żołnierza Gilada Szalita, wypuszczony na wolność w 2010 r.
We wrześniu 2015 r. al-Arouri został umieszczony na amerykańskiej liście terrorystów.
Zginął 2 stycznia 2024 w Ad-Dahii w wyniku wymierzonego w niego izraelskiego nalotu.